# Escopa
 (août 2022).
L'Escopa est la variante brésilienne du jeu de cartes espagnol Escoba, qui comprend également des éléments de l'Escova portugaise. Ces trois jeux sont des variantes du jeu de cartes italien Scopa de sa variante Scopa di Quindici.

## But du jeu
Le but du jeu est de capturer autant de cartes que possible grâce à des combinaisons de cartes qui donnent une valeur de 15. Ces combinaisons sont faites avec une carte de la main et une ou plusieurs cartes de la table.

## Cartes et joueurs
Un jeu de cartes françaises est utilisé (excluant les cartes 8, 9, 10 et les jokers); peuvent aussi être utilisés des jeux de cartes espagnoles ou italiennes.

### Enseignes
Quand on jouent avec les cartes aux enseignes espagnoles on doit faire les équivalences suivantes relatives aux couleurs et aux figures :
- Le « carreau » équivaut à « deniers ».
- Le « cœur » équivaut à « coupes ».
- Le « pique » équivaut à « épées ».
- Le « trèfle » équivaut à « bâtons ».
- La « dame » équivaut au « cheval » ou « cavalier ».

### Nombre de joueurs
2 à 4 personnes jouent. Avec 2 ou 3 personnes il se joue individuellement, avec 4 personnes il se joue par équipes de deux.

## Valeur des cartes
Pour obtenir la somme de 15 qui est une condition nécessaire pour capturer des cartes, leurs valeurs doivent être respectées:
- Roi : 10
- Dame : 9
- Valet : 8
- Sept à As : ils valent selon leurs indices numériques respectifs

## Le jeu
Le jeu suit la même dynamique que l'Escoba (voir Scopa di Quindici), cependant, au dernier tour, les cartes sur la table doivent totaliser une somme égale à 10, 25, 40 ou 55, s'il n'y a aucune de ces valeurs, cela signifie qu'il y a eu une erreur et les joueurs ou l'équipe doivent vérifier leurs cartes gagnées.
Le joueur ou l'équipe qui a commis une erreur perd les points de la partie. Le joueur ou l'équipe qui n'a pas fait d'erreurs reçoit 6 points plus les points pour chaque escopa obtenue.
S'il n'y a pas d'erreurs dans le match, chaque joueur ou équipe compte dûment ses points.

## Décompte des points
- Le plus des cartes : le joueur ou l'équipe qui obtient le plus de cartes gagne 1 point.
- Le plus des cartes de carreau ou deniers : le joueur ou l'équipe qui obtient le plus de cartes de carreau ou deniers gagne 1 point.
- Le plus des cartes sept : Le joueur ou l'équipe qui obtient le plus des cartes sept gagne 1 point.
- Le sept de carreau ou deniers (sete belo ou guindis) : le joueur ou l'équipe qui obtient le sept de carreau ou deniers gagne 1 point.
- Toutes les cartes sept : Si un joueur ou une équipe parvient à obtenir toutes les cartes sept, il se gagne 1 point supplémentaire.
- Toutes les cartes de carreau ou deniers : 3 points sont gagnés.
- Les joueurs ou l'équipe gagnent également 1 point supplémentaire pour chaque scopa gagnée.
- Si l'adversaire (ou l'équipe adversaire) a obtenu moins de 10 cartes : 2 points sont gagnés.

## Commentaires
Les joueurs, avant le jeu, peuvent décider de ne pas adopter :
- la règle d'addition de la valeur des cartes sur la table lors du dernier tour des parties.
- les éléments suivants du décompte des points: « toutes les cartes sept », « toutes les cartes de carreau/deniers », « l'adversaire ou l'équipe adversaire avec moins de 10 cartes ».